# Alain Milon
Pour les articles homonymes, voir Alain Milon (universitaire) et Milon.
Alain Milon, né le 16 septembre 1947 à Bully-les-Mines, est un médecin et homme politique français, sénateur de Vaucluse et membre des partis UMP puis Les Républicains.

## Biographie
Médecin, profession qu'il a exercée à Sorgues comme généraliste, il est élu sénateur de Vaucluse le 26 septembre 2004 et réélu le 28 septembre 2014.
En 1989, sous l'étiquette RPR, il met fin au mandat de Fernand Marin, maire communiste depuis 1965 et, plus largement, au mandat communiste depuis 1954.
En 2010, il devient adjoint de Thierry Lagneau, son successeur au mandat de maire.
De 1993 à 2015, il est président de la Communauté de communes des Pays du Rhône et d'Ouvèze.
Alain Milon est un partisan du mariage homosexuel, de la procréation médicalement assistée et de la gestation pour autrui que, dès 2010, il a suggéré de régulariser.
Il soutient François Fillon pour la primaire présidentielle des Républicains de 2016.
À sa fondation en 2025, il devient trésorier de l'Association des amis du Félibrige au Sénat.

## Mandats actuels
- Sénateur de Vaucluse
- Adjoint au maire de Sorgues (Vaucluse)
- Président du Syndicat mixte du Bassin de vie d'Avignon

## Anciens mandats
- Maire de Sorgues (Vaucluse)
- Conseiller régional de Provence-Alpes-Cote d'Azur
- Vice-président du Conseil général de Vaucluse
- Président de la Communauté de communes des Pays du Rhône et d'Ouvèze